# Repsol

Repsol logo.

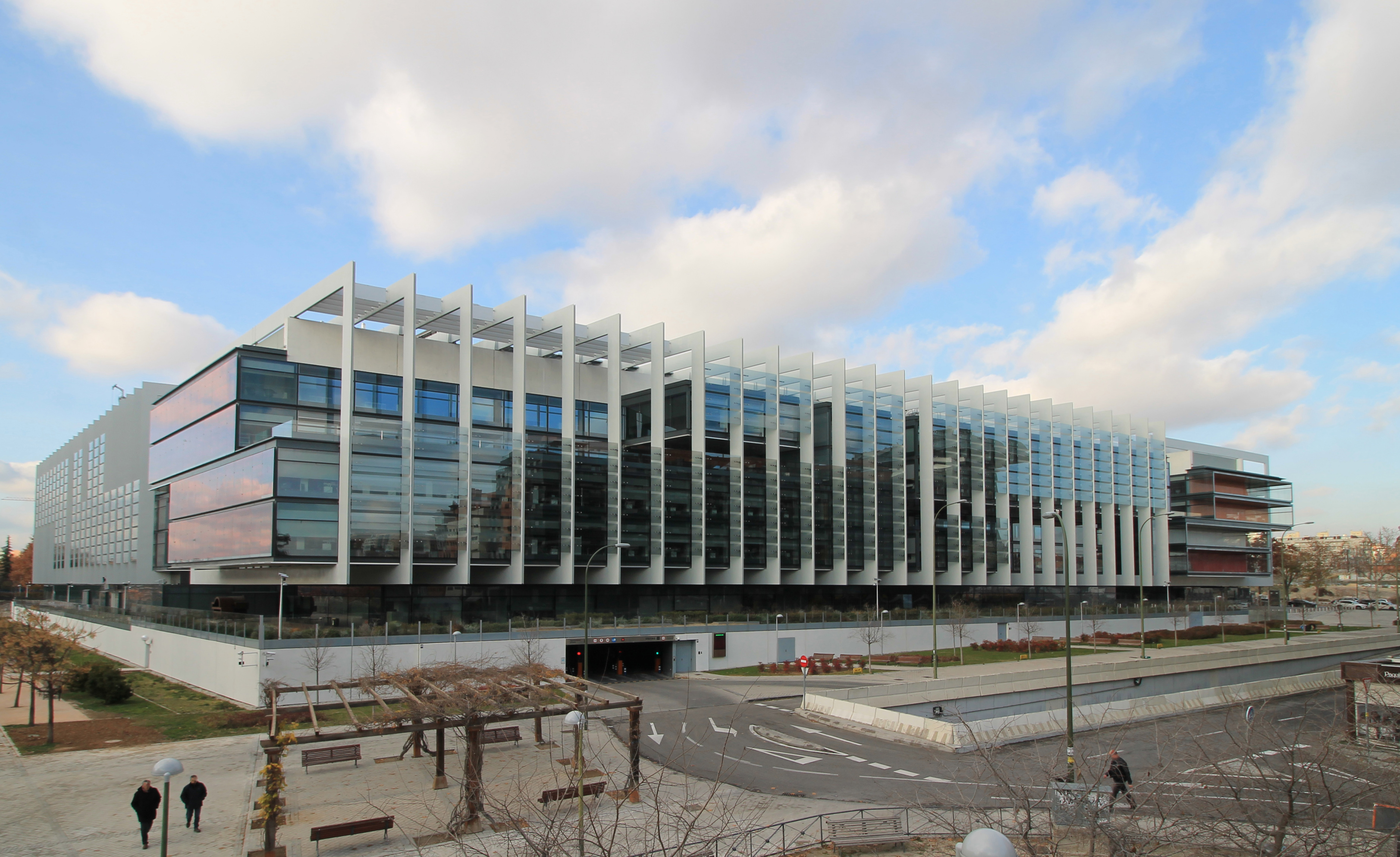
Campus Repsol (Madrid).

Repsol är ett internationellt olje- och gasbolag som verkar i 28 länder med huvudkontor i Madrid, Spanien. Bolaget är ett av världens största privata oljebolag och är det största privata energibolaget i Latinamerika vad gäller tillgångar.

## Sponsor
Repsol sponsrade tidigare formel 1-stallen Jordan (1998-1999) och Arrows (1999-2001). Bolaget sponsrar numera Hondas fabriksteam i MotoGP-klassen och KTMs fabriksstall i 125/250-klasserna i roadracing-VM.